# 平群天神社
平群天神社（へぐりてんじんしゃ）は、千葉県南房総市平久里中（安房国平群郡）にある神社。平久里天神社とする表記もある。旧社格は郷社。
菅原道真公を主祭神とし、木花開耶姫命・天照大日孁貴命・建御名方神を配祀する。

## 概要
文和2年（1353年）に北野天満宮を勧請したのが当社の創祀とされる。天正14年（1586年）里見義頼の命で本殿が改築され、更に文化5年（1808年）神照寺法印宥弘により再建された。古くは平群9ヶ村の鎮守として信仰を集めていた。その後、明治維新後分村したため平久里中のみの鎮守となり、明治6年（1873年）郷社に列した。
当社に伝わる「天神縁起絵巻」3巻は、室町時代の初期に神照寺住職宥源によって納められたもので、千葉県の有形文化財に指定されている。